# 타인찌현 (속짱성)
타인찌현(베트남어: Huyện Thạnh Trị / 縣盛治)은 베트남 메콩강 삼각주 속짱성의 현이다.

## 행정 구역
타인찌현은 2시진, 8사를 관할하고 있다.

### 시사
- 푸록 시사 (Thị trấn Phú Lộc, 富祿市鎭)
- 흥러이 시사 (Thị trấn Hưng Lợi, 興利市鎭)

### 사
- 쩌우흥 사 (Xã Châu Hưng, 周興社)
- 럼끼엣 사 (Xã Lâm Kiết, 林結社)
- 럼떤 사 (Xã Lâm Tân, 林新社)
- 타인떤 사 (Xã Thạnh Tân, 盛新社)
- 타인찌 사 (Xã Thạnh Trị, 盛治社)
- 뚜언뜩 사 (Xã Tuân Tức, 遵息社)
- 빈러이 사 (Xã Vĩnh Lợi, 永利社)
- 빈타인 사 (Xã Vĩnh Thành, 永城社)